# Страшевицька сільська рада
Страшевицька сільська рада — орган місцевого самоврядування у Старосамбірському районі Львівської області. Адміністративний центр — село Страшевичі.

## Загальні відомості
Страшевицька сільська рада утворена в 1939 році. Водоймища на території, підпорядкованій даній раді: річка Дністер.

## Населені пункти
Сільській раді підпорядковані населені пункти:
- с. Страшевичі
- с. Кобло
- с. Созань

## Склад ради
Рада складається з 16 депутатів та голови.

### Керівний склад попередніх скликань
| ПІБ                        | Основні відомості                                                               | Дата обрання | Дата звільнення |
| -------------------------- | ------------------------------------------------------------------------------- | ------------ | --------------- |
| Ляхович Микола Миколайович | Сільський голова, 1957 року народження, освіта середня спеціальна, безпартійний | 26.03.2006   | 31.10.2010      |
| Ляхович Микола Михайлович  | Сільський голова, 1957 року народження, освіта середня спеціальна, безпартійний | 31.10.2010   |                 |

Примітка: таблиця складена за даними джерела